# Stone (Gloucestershire)
Stone – wieś w Anglii, w hrabstwie Gloucestershire. Leży 28 km na południowy zachód od miasta Gloucester i 163 km na zachód od Londynu.